# Hyla andersonii
Hyla andersonii là một loài ếch trong họ Nhái bén. Loài này sinh sống ở Hoa Kỳ.

## Hình ảnh

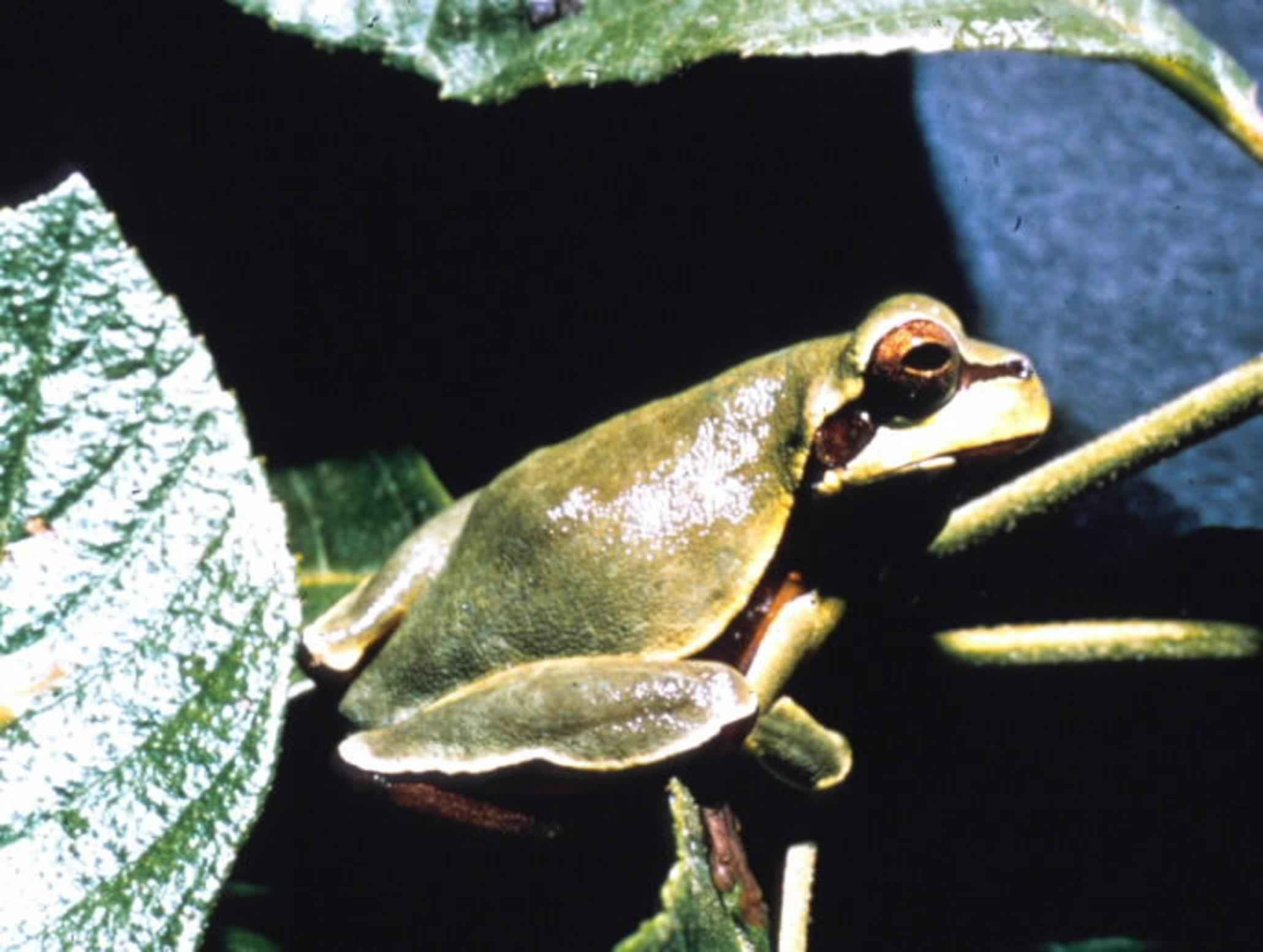
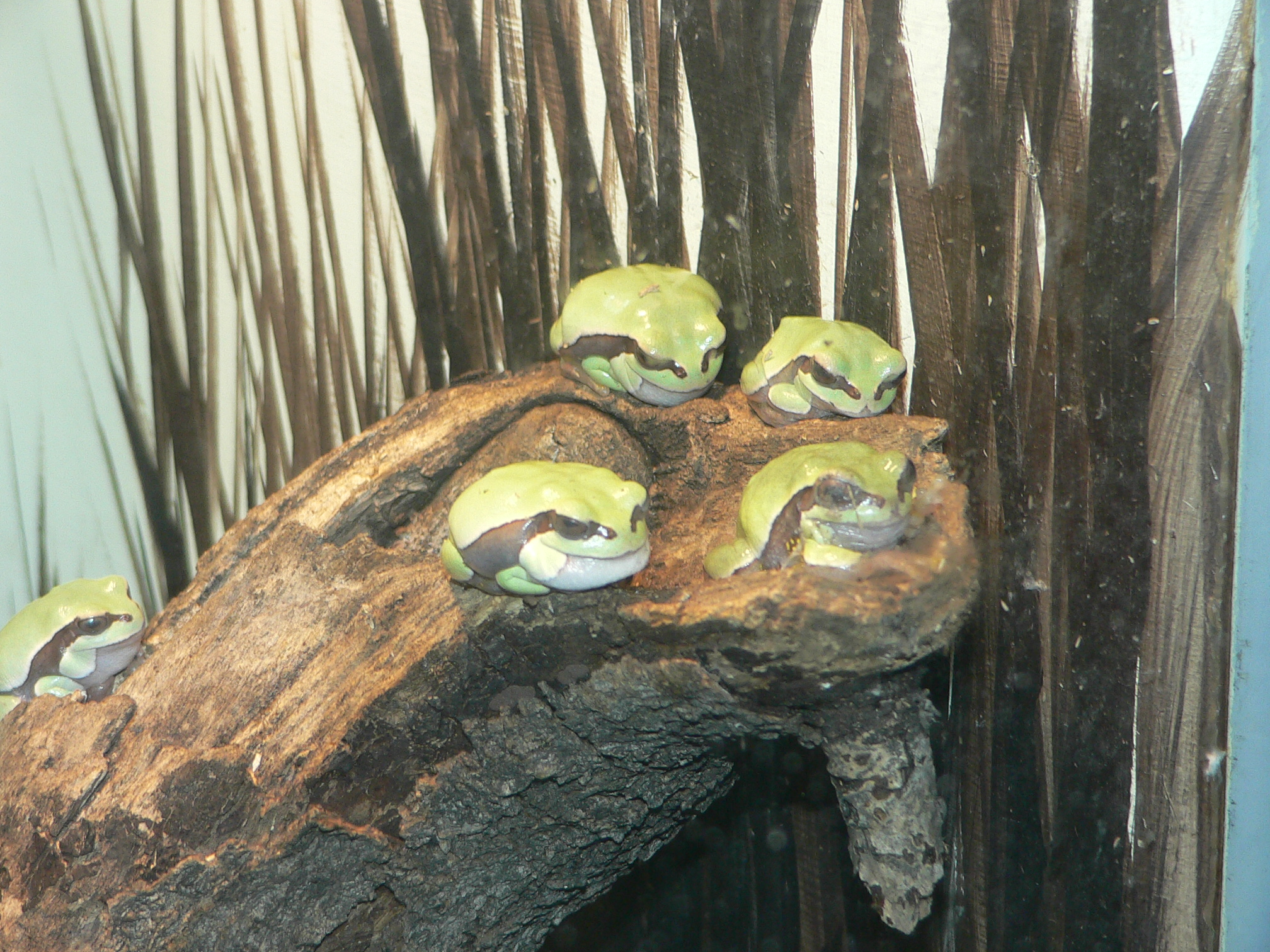
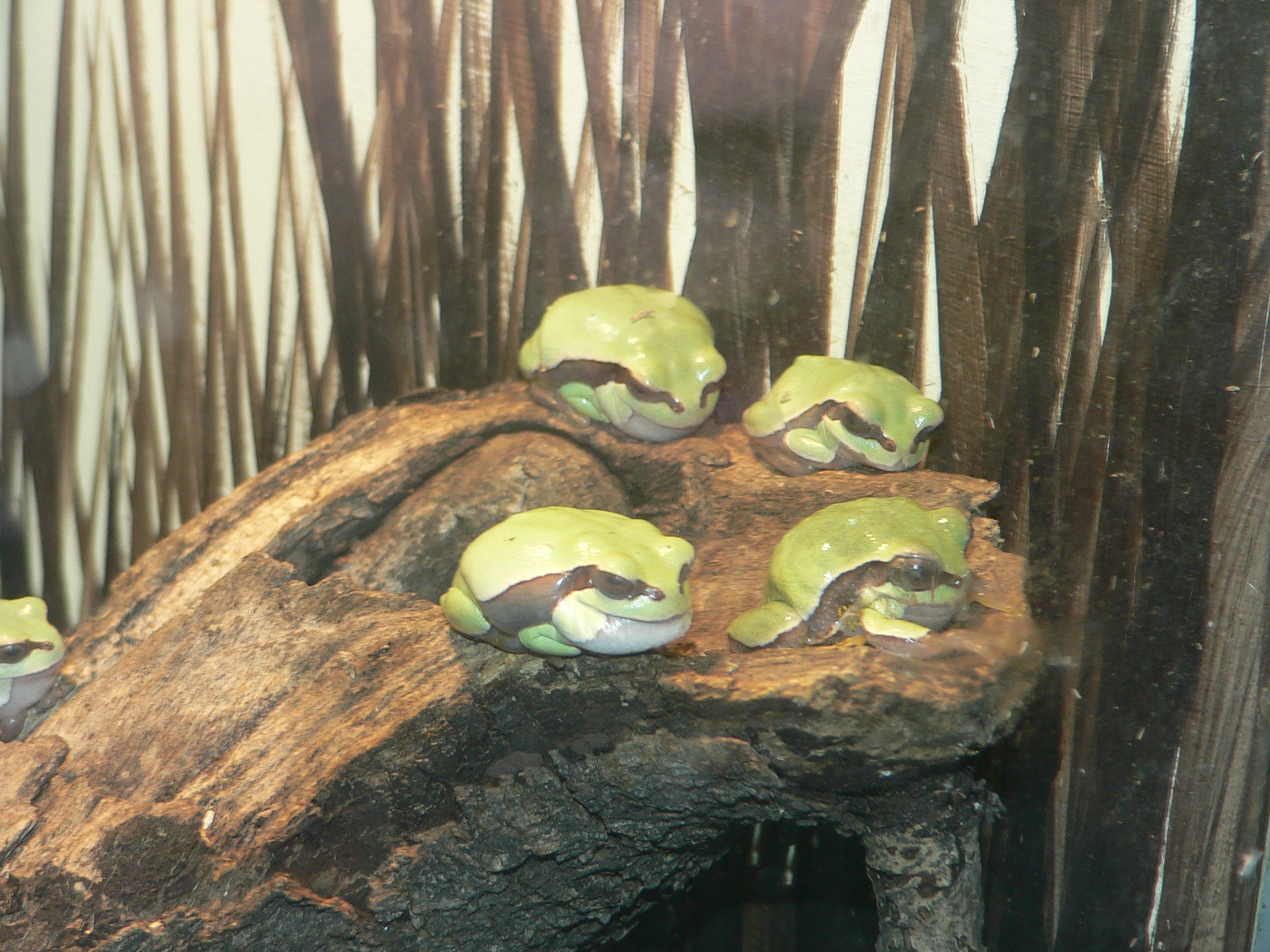
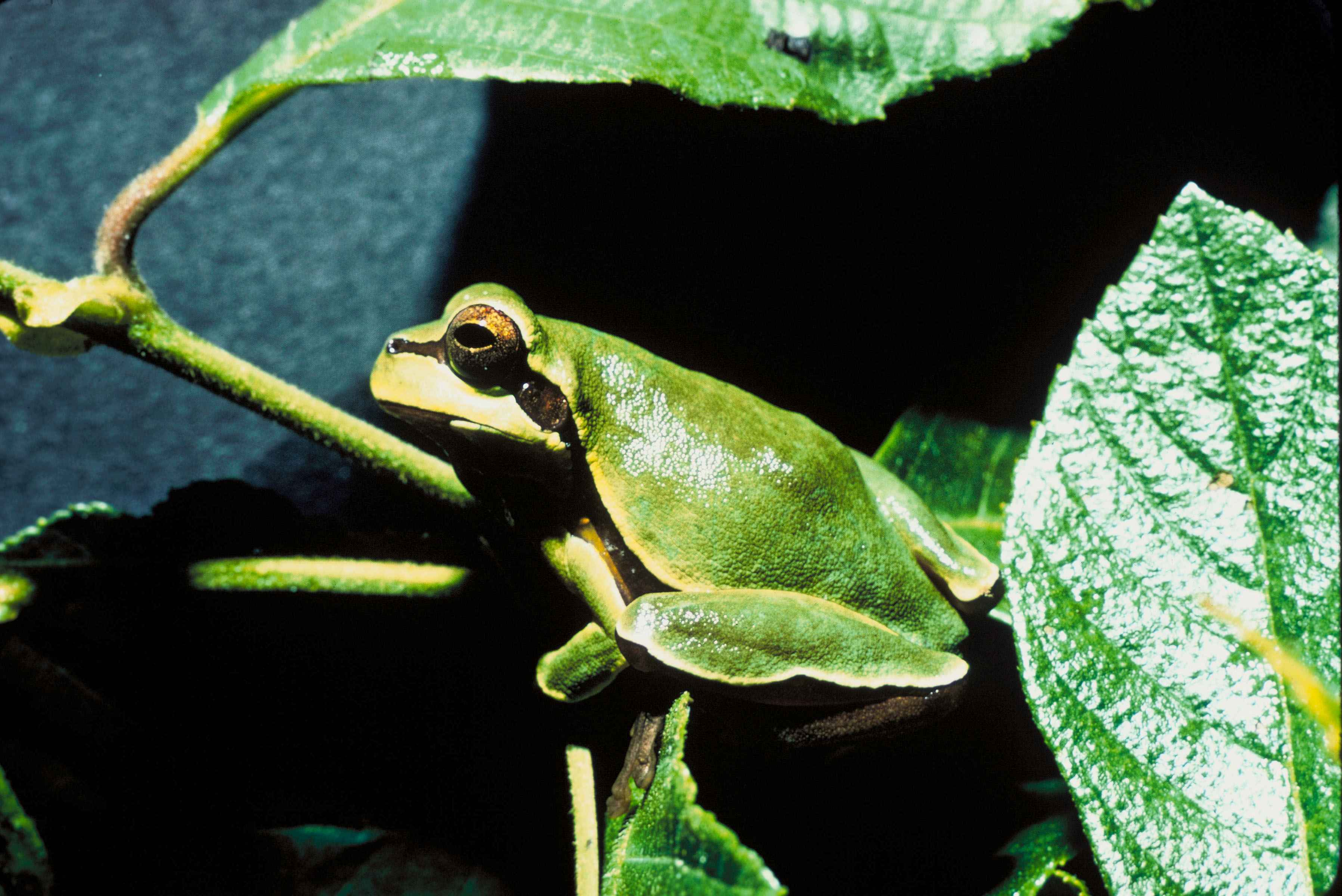